# Lamborghini 350 GT
O Lamborghini 350 GT foi o primeiro veículo produzido pela Lamborghini. Sua produção começou em maio de 1964, depois de uma recepção positiva no Salão Internacional do Automóvel de Genebra em março daquele ano, e foi substituído em 1966 pelo 400 GT, após 120 unidades construídas O seu sucesso assegurou a sobrevivência da empresa, se estabelecendo como um concorrente da fabricante de carros desportivos Ferrari.

## História

### Equipe do projeto inicial

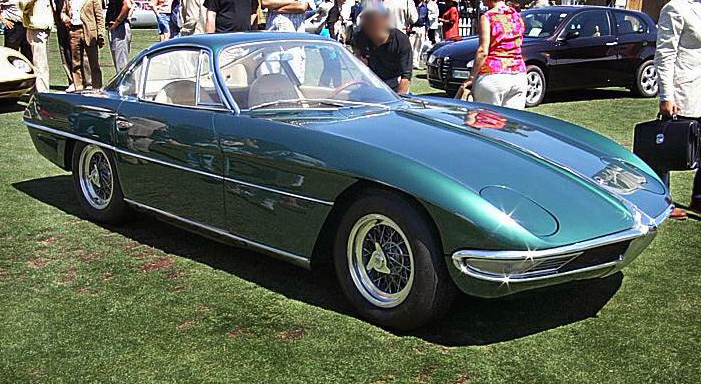
Protótipo Lamborghini 350 GTV, de 1963

Após testes do protótipo do motor em maio de 1963, Giotto Bizzarrini deixou a empresa, e no mês seguinte Ferruccio Lamborghini atribuiu a Gian Paolo Dallara, com assistência de Paolo Stanzani e Bob Wallace a tarefa de desenvolver uma versão de produção do carro.
Dallara e Stanzani perceberam que o 350GTV não foi projetado para ser produzido em massa e seria necessário reajustar o motor original e redesenhar o chassis original para uso urbano.

### Redesenhando o 350 GTV
O motor contava com um motor 3,5 litros V12 e tinha a essência de um motor de corrida, desenvolvia 400 cv a 11.000 rpm. Para tornar o carro mais agradável para uso urbano, mais suave e duradouro Ferruccio contou com Dallara e Wallace para tornar o motor protótipo agradável para uso na rua.
As alterações no motor incluíram:
- Substituição do sistema de lubrificação de corrida por um cárter a seco convencional
- Redução da compressão do motor de 11.0:1 para 9.4:1
- Corte de materiais exóticos e outros componentes para reduzir custos
- Adoção de um filtro único
- Substituição dos caros carburadores Webers 36mm verticais de corrida por convencionais Webers 40 DCOE

Este primeiro motor L350 foi testado em 3 de outubro de 1963, o resultado final do 350 GT foi capaz de render 270cv, e poderia chegar a 254 km/h.
Embora o trabalho de design do 350 GT tenha continuado, o GTV foi levado às pressas para a conclusão para realizar a apresentação à imprensa no dia 26 de outubro e a inauguração no Turin Auto Show no dia 30. O GTV foi apresentado no Turin Auto Show com o motor Bizzarrini V12 original. O carro não era um "participante oficial", os braços de suspensão foram simplesmente soldados no lugar, e o motor não estava instalado. A recepção morna do carro fez Ferruccio adiar seus planos para produção imediata, e começou a utilizar o design do novo 350 GT.
Em março de 1964, apenas 5 meses após estrear o GTV em Turim, o GTV redesenhado, agora chamado de GT 350 foi lançado no Genebra Auto Show. O entusiasmo com o modelo foi tão grande que o Ferruccio decidiu avançar com a produção em Sant'Agata Bolognese em maio de 1964.

### Fabricação e Montagem
A fabricação da carroceria foi confiada a Touring de Milão, que usou o seu patenteado método de construção Superleggera  para fixar painéis de liga de alumínio diretamente a uma estrutura tubular. A primeira versão do 350 GT foi fabricada por Neri e Bonacini, que continuaram a atuar como fornecedores do chassi para a Lamborghini até que a produção do 350 GT deslanchou, quando então o trabalho foi entregue a Marchesi. Os chassis e as carrocerias foram montados em Touring, que então entreguava o conjunto completo, inclusive com os amortecedores instalados, para a fábrica da Lamborghini. Os carros eram entregues com este conjunto de cores. Ao sair da fábrica o 350 GT original era equipado com pneus Pirelli Cinturato 205VR15 (CN72).
O primeiro conjunto chassis/carroceria do 350 GT, foi entregue pela fábrica Lamborghini em 9 de março de 1964, nomeado como nº 101 (Touring # 17001). No mesmo mês o 101 estreou no Salão de Genebra. A primeira entrega ao cliente de um GT 350 foi nº 104 (Touring # 17004), entregue em 31 de julho de 1964.
A Lamborghini produziu 120 (cento e vinte) 350 GT's, antes de substituí-lo pelo Lamborghini 400GT com motor maior, em 1966. Muitos 350 GT's foram posteriormente redimensionados para comportar um motor de 4 litros.

### Especificações
O 350 GT recebeu um motor V12 de liga de alumínio acoplado a um câmbio manual ZF de 5 marchas. Tinha a carroceria de alumínio (algunas eram de aço), um diferencial de Salisbury, suspensão independente nas quatro rodas, e amortecedores à vácuo - apoiados por freios a disco da Girling.
Ele tinha uma distância entre eixos de 2.550 milímetros (100,4 in), com uma frente e traseira eixo pista de 1.380 milímetros (54,3 in). Ele mede 4.640 milímetros (182.7 in) de comprimento por 1.730 milímetros (68,1 in) de largura e foi por 1,220 milímetros (48,0 in) de altura. Com o peso de 1230 kg (2712 lbs), o 350 GT pode acelerar de 0 a 100 km/h em 5,5 segundo e ir pode atingir uma velocidade máxima de 257 km/h (160 m/h).

### Características Redesign
O 350 GT compartilhou uma série de características com o protótipo 350 GTV, incluindo a suspensão independente nas quatro rodas, quad-cam V12 , e a carroceria de alumínio. Uma série de revisões e refinamentos foram feitos seguindo sugestões dos projetistas de corrida Neri & Bonacini, e piloto de testes Bob Wallace. Faróis fixos em substituição aos escamoteaveis do protótipo, e carburação dupla dos lados projetados pela Weber 40 DCOE, que reduziu a altura do motor, eliminando assim os problemas de obstrução do protótipo GTV, e dando ao carro o desejado perfil Ferruccio excepcionalmente baixo.

### Chassis
Como foi o caso com o motor, GTV de Bizzarrini design de chassis "racing" foi a base do 350 GT chassis "rua" da Dallara. A utilização de materiais muito pesados, Dallara criou um chassis extremamente forte a partir de seção quadrada tubulação que proporcionou a entrada fácil e sair pelas portas, auxiliado na quietude do carro, e forneceu uma plataforma sólida para montar o corpo, bem como o Aston Martin DB4.

### Suspensão
A suspensão era totalmente independente, com triângulos desiguais de comprimento e unidades de bobina-mola-amortecedor concêntricos. Os triângulos da suspensão traseira foram compensados para as fixações de mola para resistir condução e torque de frenagem, o que proporcionou melhor dirigibilidade.

### Motor
O controle de qualidade dos primeiros motores de 3,5 litros foi muito alta. Cada um foi submetido a testes por 24 horas em um dinamômetro Schenk Walge, que está sendo executado para as primeiras 12 horas debaixo de energia elétrica, em seguida, com a gasolina em velocidades cada vez maiores. Uma análise detalhada foi feita de seu comportamento antes da instalação no carro para pelo menos 500 quilômetros de mixed-teste de corrida por Wallace.